# Domkapitel Worms

Wappen des Bistums Worms

Das Domkapitel Worms war die zentrale geistliche Institution am Wormser Dom.

## Stellung, Aufgaben, Ämter und Entwicklung
Innerhalb des Bistums Worms hatte es in weltlichen und kirchlichen Angelegenheiten eine erhebliche Machtfülle und nahm, nach dem Bischof, den ersten Platz ein. Dies war von besonderer Bedeutung, da der Bischof zumeist nicht in der Diözese residierte und das Kapitel damit einen großen Einfluss auf die Landesverwaltung gewinnen konnte. Generalvikar und Statthalter, für die weltliche Verwaltung, wurden stets aus dem Domkapitel benannt.
Bereits seit dem 13. Jahrhundert in voller Selbständigkeit, also dem Einfluss des Bischofs entzogen, verfügte das Kapitel um 1270 über 50 Präbenden. Im Jahre 1290 waren es 44 Präbenden, und im Jahre 1475 noch 43. Kurz darauf wurde die Zahl auf 35 Kanoniker und 6 Präbendaten festgelegt.  Letztere mussten die Priesterweihe besitzen, während bei Ersteren das Subdiakonat genügte. Im 17. Jahrhundert wurde die Zahl der Domherren auf 13 festgelegt. Sie entstammten alle dem Adel, vor allem aus der Pfalz, da das Domkapitel schon seit 1281 keine bürgerlichen Mitglieder mehr aufnahm. Doch hielten die adligen Domherren nur sehr unregelmäßig die Residenz und ließen sich hierbei von Vikaren vertreten.
An der Spitze des Domkapitels stand der Dompropst. Er war zugleich einer der vier Archidiakone und als Archidiakon für die Stadt Worms und das linksrheinische Hinterland zuständig. Eine weitere Funktion des Dompropstes war, dass er in Personalunion auch Propst des Liebfrauenstifts in Worms war.
Neben dem Bischofswahlrecht oblag dem Kapitel die Zustimmung zum Testament des Bischofs; ohne die Erlaubnis des Domkapitels konnte der Fürstbischof kein Testament aufsetzen.
Da das Bistum Worms nach der Reformation zunächst bis auf nur noch 15 Pfarreien zusammenschrumpfte und kaum noch Wirtschaftskraft besaß, wählte das Kapitel danach nur noch Bischöfe, die bereits außerhalb der Diözese Worms bepfründet waren. Nach dem Dreißigjährigen Krieg verzichtete es dann ganz auf die Wahl eines Bischofs aus den eigenen Reihen und postulierte nur noch auswärtige geistliche Reichsfürsten. Hierdurch vergrößerte sich sein Einfluss auf die Verwaltung des Bistums noch einmal erheblich.